# Ісмаїл ібн Себук-Тегін
Ісмаїл ібн Себук-Тегін (*перс. اسماعیل غزنوی‎, д/н —після 998) — емір держави Газневідів у 997—998 роках.

## Життєпис
Син Себук-Тегіна, еміра Газневідської держави. Після смерті останнього у 997 році стає новим володарем Газни. Втім, проти цього виступив брат Махмуд, якого підтримали стрийко Бограчук, намісник Герату, та інший брат Наср. У вирішальній битві при Газні 998 року Ісмаїл зазнав нищівної поразки й невдовзі потрапив у полон. Його було запроторено до фортеці Меймене в області Гузган, де той провів решту життя. Новим еміром став Махмуд.